# Guiraoa
Guiraoa és un gènere de plantes amb flors dins la família brassicàcia. Aquest gènere consta d'una única espècie Guiraoa arvensis.
El gènere és endèmic del sud-oest del Mediterrani es troba també als Països Catalans com planta autòctona

## Descripció
Giraoa és una herba anual glabra erecta ramificada, fa de 20 a 70 cm d'alçada. Floreix de març a maig, els seus pètals són grocs i el fruit és una síliqua de dues llaors esferoidal.

## Hàbitat
Només es troba al sud del País Valencià en erms ruderalitzats (Baix Vinalopó Alacantès, Marina Baixa els Serrans, etc.) des del nivell del mar fins a 1300 m.